# Сент-Джеймс-Сити
Сент-Джеймс-Сити (англ. St. James City) — статистически обособленная местность, расположенная в округе Ли (штат Флорида, США) с населением в 4105 человек по статистическим данным переписи 2000 года.

## География
По данным Бюро переписи населения США, статистически обособленная местность Сент-Джеймс-Сити имеет общую площадь в 38,33 квадратных километров, из которых 37,81 кв. километров занимает земля и 0,52 кв. километров — вода. Площадь водных ресурсов округа составляет 1,36 % от всей его площади.
Статистически обособленная местность Сент-Джеймс-Сити расположена на высоте 1 м над уровнем моря.

## Демография
По данным переписи населения 2000 года, в Сент-Джеймс-Сити проживало 4105 человек, 1417 семей, насчитывалось 2138 домашних хозяйств и 2921 жилой дом. Средняя плотность населения составляла около 107,1 человек на один квадратный километр. Расовый состав населённого пункта распределился следующим образом: 98,95 % белых, 0,10 % — чёрных или афроамериканцев, 0,15 % — коренных американцев, 0,27 % — азиатов, 0,39 % — представителей смешанных рас, 0,15 % — других народностей. Испаноговорящие составили 0,76 % от всех жителей статистически обособленной местности.
Из 2138 домашних хозяйств в 7,0 % воспитывали детей в возрасте до 18 лет, 62,4 % представляли собой совместно проживающие супружеские пары, в 2,5 % семей женщины проживали без мужей, 33,7 % не имели семей. 28,1 % от общего числа семей на момент переписи жили самостоятельно, при этом 18,2 % составили одинокие пожилые люди в возрасте 65 лет и старше. Средний размер домашнего хозяйства составил 1,92 человек, а средний размер семьи — 2,28 человек.
Население статистически обособленной местности по возрастному диапазону по данным переписи 2000 года распределилось следующим образом: 7,1 % — жители младше 18 лет, 1,7 % — между 18 и 24 годами, 10,8 % — от 25 до 44 лет, 35,4 % — от 45 до 64 лет и 45,0 % — в возрасте 65 лет и старше. Средний возраст жителей составил 63 года. На каждые 100 женщин в Сент-Джеймс-Сити приходилось 98,5 мужчин, при этом на каждые сто женщин 18 лет и старше приходилось 97,8 мужчин также старше 18 лет.
Средний доход на одно домашнее хозяйство статистически обособленной местности составил 35 746 долларов США, а средний доход на одну семью — 42 176 долларов. При этом мужчины имели средний доход в 34 120 долларов США в год против 22 179 долларов среднегодового дохода у женщин. Доход на душу населения статистически обособленной местности составил 35 746 долларов в год. 1,5 % от всего числа семей в населённом пункте и 4,3 % от всей численности населения находилось на момент переписи населения за чертой бедности, при этом 6,0 % из них были моложе 18 лет и 3,8 % — в возрасте 65 лет и старше.